# Eric Norman Thompson
Pour les articles homonymes, voir Thompson.
Eric Norman Thompson (né le 9 novembre 1929 à Sleaford dans le Lincolnshire — 30 novembre 1982 à Londres) est un acteur, producteur et présentateur britannique, surtout connu pour l'adaptation de l'émission pour enfants Le Manège enchanté à la télévision britannique. Il est le père des actrices Sophie et Emma Thompson.

## Biographie
Thompson, fils de George Henry et d'Anne Thompson, a grandi à Rudgwick (Sussex), et a fréquenté Collyer's School à Horsham. Il a reçu sa formation d'acteur à l’Old Vic acting school à Londres, et fut admis dans la compagnie de l’Old Vic theatre en 1952.
Il a surtout travaillé pour la BBC, comme présentateur de l'émission télévisée pour enfants Play School dans les années 1960 ; mais il reste surtout dans les mémoires comme le narrateur de l'adaptation anglaise du Manège enchanté, diffusée entre octobre 1965 et janvier 1977. Thompson travailla ensuite plus rarement pour la télévision, mais il fit des apparitions occasionnelles dans certains feuilletons comme dans l’épisode The Massacre of St Bartholomew's Eve de la série télévisée Doctor Who en 1966.
Thompson avait épousé l'actrice écossaise Phyllida Law qu'il avait rencontrée à l'Old Vic Theatre, et dont il eut deux enfants, les actrices Sophie et Emma Thompson.
Thompson fut emporté par une embolie pulmonaire à Londres le 30 novembre 1982 peu après son 53e anniversaire. Pour célébrer le 10e anniversaire de sa disparition, la 4e chaîne britannique diffusa en 1992 52 épisodes inédits du Manège Enchanté, où la diction caractéristique de Thompson était pastichée par une jeune vedette de la chaîne.